# Korniewoje
Korniewoje (ros. Корневое) – wieś (sieło) w Rosji, w obwodzie riazańskim, w rejonie skopińskim. W 2010 liczyła 1567 mieszkańców.